# Glorieta La Minerva

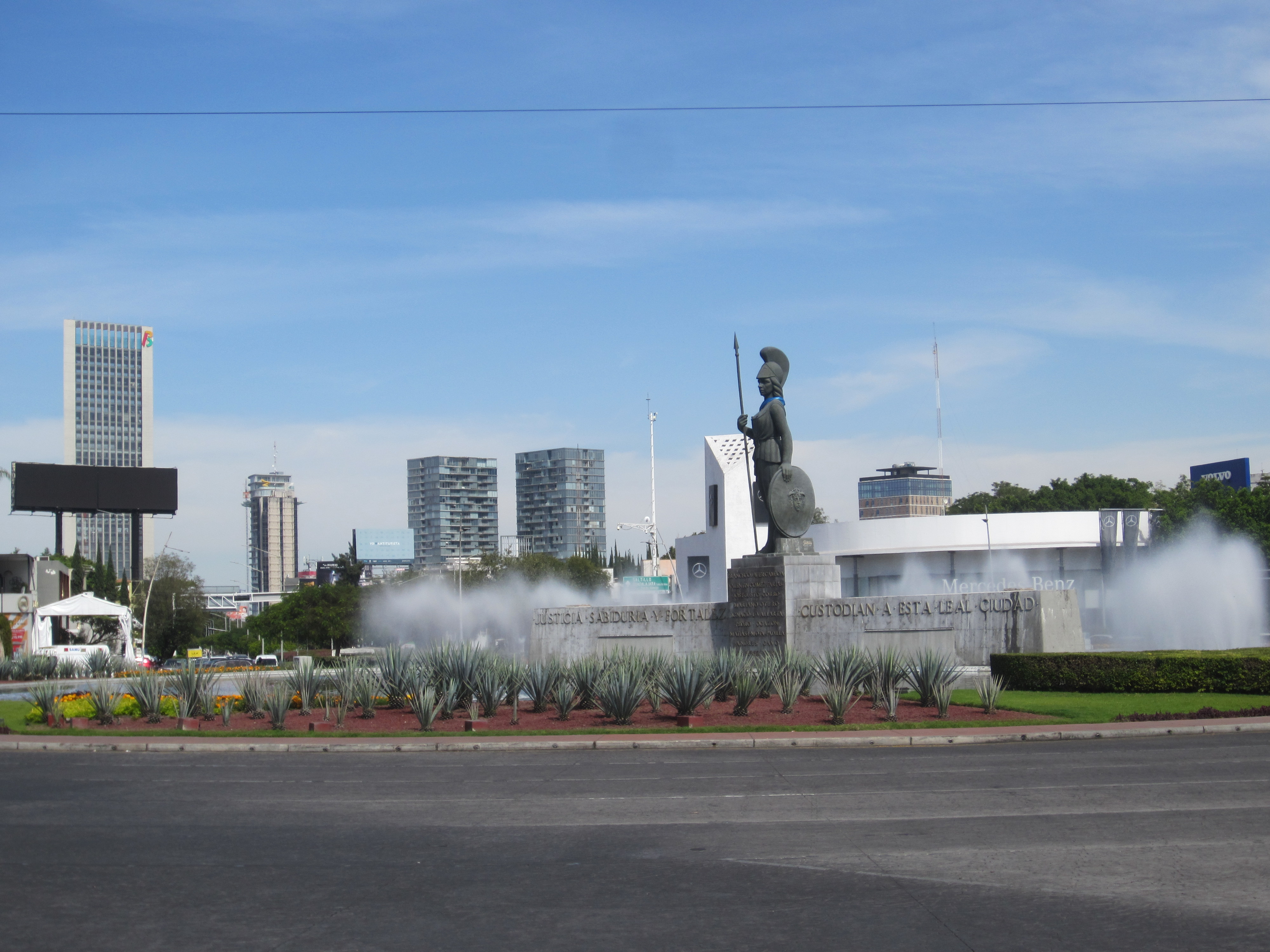
Die Minerva-Statue inmitten des sie umgebenden Brunnens und Kreisverkehrs.

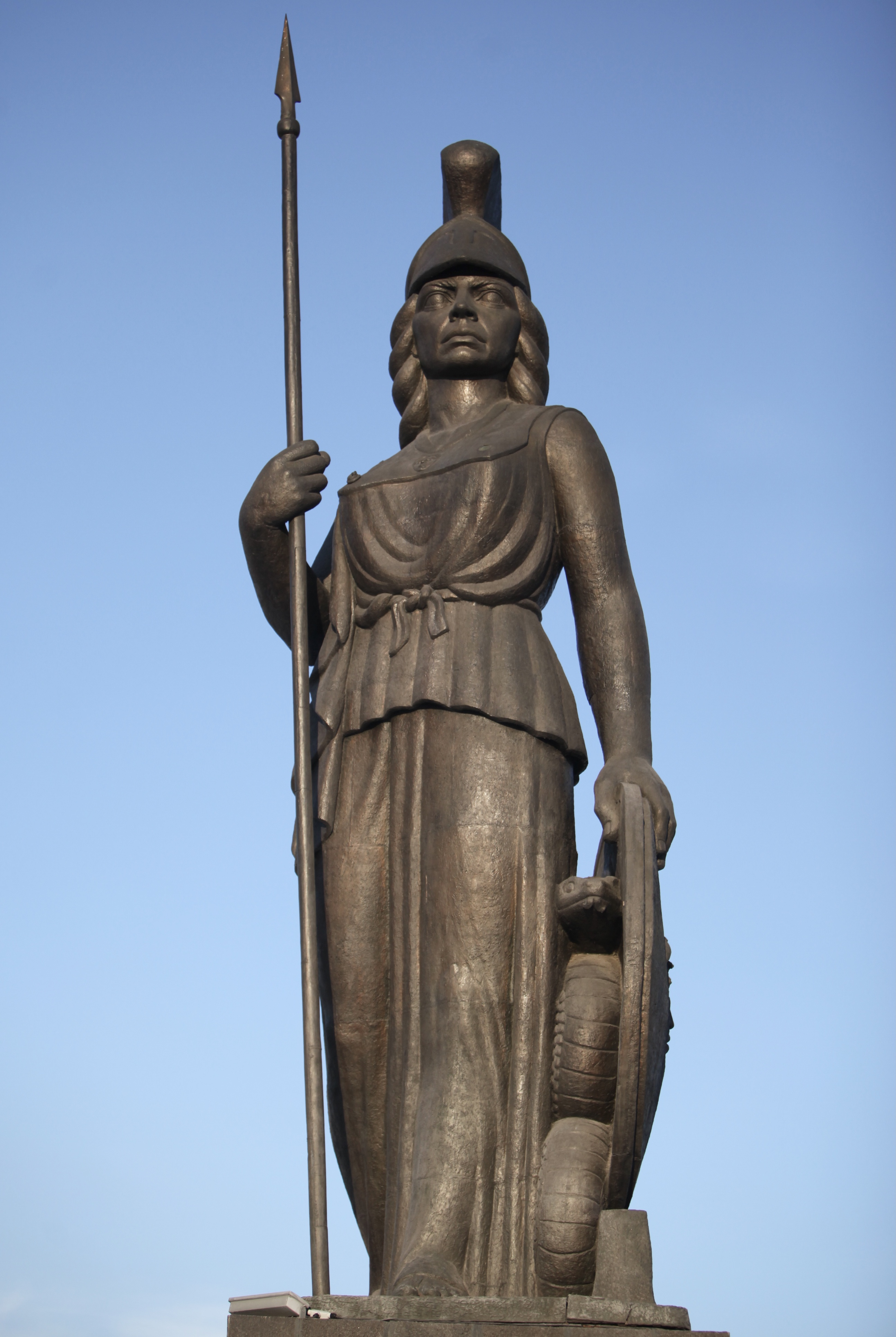
Nahansicht der Minerva-Statue

Glorieta La Minerva ist ein Verkehrsrondell in der mexikanischen Stadt Guadalajara, der Hauptstadt des Bundesstaates Jalisco, und eines der Wahrzeichen der Stadt.

## Das Monument
Das auf einem drei Meter hohen Sockel – auf dem die Namen von 18 Persönlichkeiten verewigt sind, die zur Entwicklung der Stadt beigetragen haben – errichtete Monument wurde 1956 eingeweiht und ragt aus einem großen Rundbrunnen hervor, der sich inmitten eines Kreisverkehrs von 74 Metern Durchmesser befindet. Es war der seinerzeitige Gouverneur des Bundesstaates von Jalisco, Agustín Yáñez, der sich für das römische Äquivalent der griechischen Göttin Athene entschied, weil ihm vorschwebte, aus Guadalajara „das Athen Mexikos“ zu machen. Die die Göttin begleitenden Tiersymbole sind allgemein die Eule und die Schlange. Letztere erscheint auf dem Foto rechts unten zwischen der Minerva und dem von ihr gehaltenen Rundschild. 

## Lage
Die Glorieta La Minerva bildet den Schnittpunkt von sechs hier zusammentreffenden Straßen, die mehrheitlich zu den Hauptverkehrsachsen der Stadt gehören. In westlich-östlicher Richtung verläuft die nach dem ehemaligen Gouverneur von Jalisco benannte Avenida Ignacio L. Vallarta, dem zu Ehren auch das benachbarte Seebad Puerto Vallarta seinen Namen erhielt. In nordöstlich-südwestlicher Richtung verläuft die nach dem ehemaligen mexikanischen Präsidenten benannte Avenida Adolfo López Mateos, die nördlich der Glorieta den Zusatz Norte und in südlicher Richtung den Zusatz Sur trägt. Zudem verläuft von hier in nordwestlicher Richtung die Diagonal Golfo de Cortés und in südöstlicher Richtung die Avenida Circunvalación Agustín Yáñez.

## Mittelpunkt des gesellschaftlichen Lebens
Der Verkehrsknotenpunkt ist häufig Gegenstand von Demonstrationen und Feierlichkeiten, wie zum Beispiel Meisterfeiern von Fans und Spielern der ortsansässigen Mannschaften von Atlas und Chivas sowie deren Frauenmannschaft Chivas Femenil.
Auch Erfolge der Nationalmannschaft werden immer wieder gebührend an diesem Platz gefeiert, wie zum Beispiel bei den Fußball-Weltmeisterschaften 2014 und 2018.